# القونع (يبعث)

تعديل مصدري - تعديل

القونع هي إحدى قرى عزلة يبعث بمديرية يبعث التابعة لمحافظة حضرموت، بلغ تعداد سكانها 59 نسمة حسب تعداد اليمن لعام 2004.